# Пітер Олаїнка
Пітер Олаїнка (англ. Peter Olayinka, нар. 16 листопада 1995, Ібадан) — нігерійський футболіст, нападник клубу «Црвена Звезда» і національної збірної Нігерії.

## Ігрова кар'єра
Народився 18 листопада 1995 року в місті Ібадан. Розпочав займатись футболом у академії 36 Lion FC з Лагоса, а у січні 2012 року відправився до албанського клубу «Бюліс», де спочатку грав за юнацьку команду до 19 років.
На сезон 2012/13 Олаїнка був заявлений за головну команду, а 20 жовтня 2012 року дебютував на професійному рівні в матчі албанської Суперліги проти «Люфтерарі» (2:0), вийшовши на заміну на 84-й хвилині. Всього за перший сезон взяв участь у 14 матчах чемпіонату.
Влітку 2013 року нігерієць самовільно покинув клуб після того як «Бюліс» відхилив пропозицію «Порту». Албанський клуб звернувся до ФІФА, яка заборонила форварду підписувати контракт з будь-яким іншим клубом. В результаті нігерієць змушений був перейти в клуб «Янічамі Агделен» з чемпіонату Північного Кіпру, який не був визнаний ФІФА. Він забив 8 голів в 21 матчі і допоміг клубу вперше за 20 років виграти місцевий чемпіонат. Він також забив 6 голів в 5 матчах Кубку і став з командою фіналістом розіграшу.
28 серпня 2014 року уклав контракт з албанським «Скендербеу», у складі якого провів наступні півтора року своєї кар'єри гравця. У складі «Скендербеу» був одним з головних бомбардирів команди, маючи середню результативність на рівні 0,48 голу за гру першості і допоміг клубу у сезоні 2014/15 виграти чемпіонат Албанії.
У грудні 2015 року Олаїнка за 1,1 млн євро перейшов у бельгійський «Гент», підписавши контракт на 3,5 роки. Втім у новому клубі через травму коліна не зіграв жодного матчу і в липні 2016 року був відданий в річну оренду в чеський клуб «Дукла» (Прага), за який у сезоні 2016/17 зіграв 29 матчів у чемпіонаті і забив 6 голів. Після цього З липня 2017 року знову був відданий в оренду, на цей раз в бельгійський «Зюлте-Варегем», за який забив 11 голів у 35 матчах чемпіонату.
В липні 2018 року перейшов у чеську «Славію». Празький клуб заплатив за гравця приблизно 83 мільйонів крон, що зробило Олаїнку найдорожчим трансфером в історії клубу, побивши рекорд Александру Белуце, за якого було віддано 70 млн крон.
| Дата       | Місто          | Господарі    | Результат | Гості   | Турнір                                        | Голи | Примітки |
| ---------- | -------------- | ------------ | --------- | ------- | --------------------------------------------- | ---- | -------- |
| 13-10-2019 | Сінгапур       | Бразилія     | 1 – 1     | Нігерія | товариський матч                              | -    | 89'      |
| 4-6-2021   | Вінер-Нойштадт | Нігерія      | 0 – 1     | Камерун | товариський матч                              | -    | 81'      |
| 19-1-2022  | Гаруа          | Гвінея-Бісау | 0 – 2     | Нігерія | Кубок африканських націй 2021 - груповий етап | -    | 57'      |
| 23-1-2022  | Гаруа          | Нігерія      | 0 – 1     | Туніс   | Кубок африканських націй 2021 - 1/8 фіналу    | -    | 60'      |
| Усього     |                | Матчів       | 4         |         | Голів                                         | 0    |          |

## Титули і досягнення
- Чемпіон Албанії (1):

«Скендербеу»: 2014-15
- Чемпіон Чехії (3):

«Славія»: 2018-19, 2019–20, 2020-21
- Володар Кубка Чехії (3):

«Славія»: 2018-19, 2020-21, 2022-23
- Чемпіон Сербії (2):

«Црвена Звезда»: 2023-24, 2024-25
- Володар Кубка Сербії (2):

«Црвена Звезда»: 2023-24, 2024-25